# Pieter van den Broecke
Pour les articles homonymes, voir Vandenbroek.
Pieter van den Broecke (25 février 1585, Anvers - détroit de Malacca 1er décembre 1640) est un marin et marchand de tissu néerlandais au service de la Compagnie néerlandaise des Indes orientales (VOC ou Oostindysche Compagnie). À ce titre il est l'un des premiers voyageurs à goûter du café à Moka. Ce navigateur d'origine anversoise et calviniste sillonne pour la compagnie financière les mers lointaines. Ce Néerlandais d'adoption participe à la fondation de Batavia et joue un rôle actif contre la piraterie. Dès 1620, il est nommé directeur général des factoreries établies en Perse et aux Indes. Il revient enrichi passer une partie de la fin de sa vie aux Provinces-Unies.
Ce marchand instruit s'est également rendu à trois reprises en Angola. Il est l'un des premiers Européens à décrire des sociétés en Afrique occidentale et centrale et préciser dans le détail les stratégies commerciales le long de la côte africaine.

## Biographie

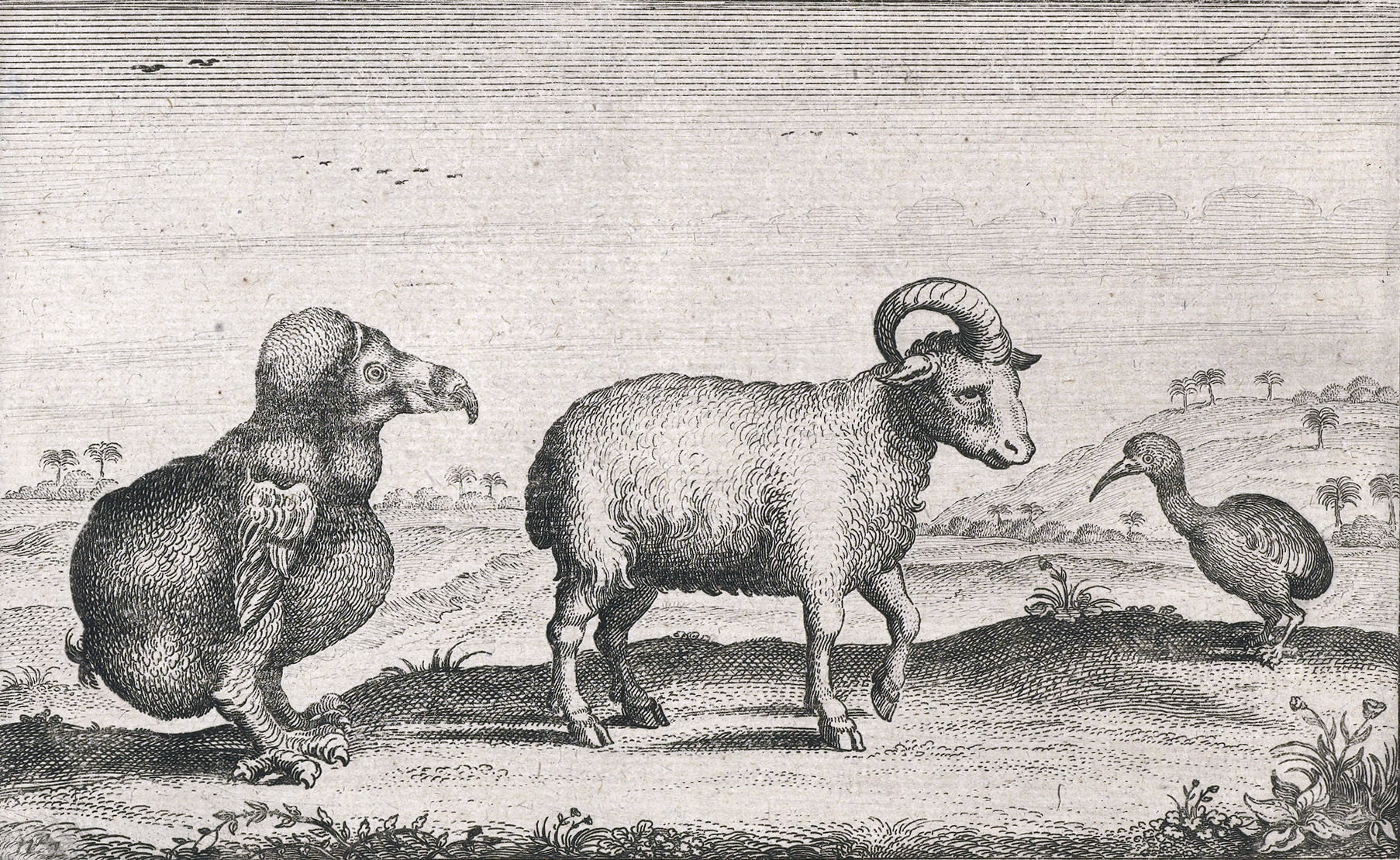
Dessin d'une Poule rouge de l'Île Maurice en 1617 par Pieter van den Broecke

Son père, également nommé Pieter Van den Broecke, a vécu à Anvers, mais il a dû fuir à Alkmaar en raison de ses sympathies calvinistes. La famille vit à Hambourg pendant un certain temps, puis vers 1597 retourne à Amsterdam. Au moment où la VOC a commencé à se développer, le jeune Pieter rejoint la compagnie comme commerçant et commence sa carrière.  Il en devient au terme de sa carrière un important négociant, un directeur et un amiral. Il n'est pas le seul Anversois à jouer un rôle éminent pour la compagnie : De Laet en est un chef écouté.

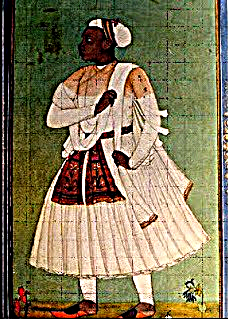
Portrait de Malik Ambar (ca. 1624-5)

En 1611, il livre une cargaison de 65111 livres d'ivoire et de cuivre à Amsterdam, en partie obtenue après la capture d'un navire portugais. En 1614, il visite Moka au Yémen et boit "quelque chose de chaud et noir, du café". Il a décrit l'esclave éthiopien Malik Ambar. Il devient gestionnaire de la VOC à Surat où il établit une succursale en 1616, avec de nouveaux établissements secondaires dans l'arrière-pays.
En 1617, le navire le Duyfken, passe sous son commandement, mais fait naufrage sur la côte de Surat.  
Il a navigué dans l'archipel malais à côté de Jan Pieterszoon Coen et a assisté à la bataille de Jakarta en 1619. Pieter van den Broecke a pris la relève de Coen à la tête des Îles Banda. La plus grande de ces îles a été à peine la moitié de la taille de Texel. Il développe alors le commerce lucratif des clous de girofle et de la noix de muscade. Les Néerlandais détiennent à ce moment-là le monopole sur ce commerce. Les natifs de l’île se révoltent contre cette mainmise sur leur richesse. Les Néerlandais écrasent la révolte et de nombreux habitants sont tués sur l’île de Banda. Le nombre de victimes est si important que les Néerlandais durent délibérément repeupler cette île. 
Lors de sa retraite passé aux Provinces-Unies, il a été décoré d’une chaîne en or, à laquelle est suspendue le portrait de son ami Frans Hals. Son fils était un perkenier (propriétaire de plantation) sur les îles Banda.  La famille Van der Broecke continua de vivre sur l’île de Banda pendant plusieurs générations.

## Devise de marchand aventurier
Een uer betaelt het al soit "Une heure paie tout".